# Cap Castell
El Cap Castell o del Castell és un cap del Massís del Montgrí. És entre la Cala Ferriol i el Golf de la Morisca pràcticament a mig camí entre l'Escala i l'Estartit. La seva forma és curiosa, en planta s'assembla lleugerament al cap d'un cavall de mar. La seva màxima alçada es presenta en l'istme que l'uneix al continent (76,1 msnm) i va davallant fins a la corba que gira cap al sud/sud-est que s'eleva al seu extrem fins als 51,3 msnm. Els camins que hi menen provenen de l'Alt de la Pedrosa o des de la pista forestal entre l'Escala i l'Estartit abans de depassar el cim del Puig Torró.
L'istme/cim coincideix amb la presència d'una cova que avui dia el travessa de nord a sud a nivell del mar, la Roca Foradada o simplement la Foradada. Sobre aquest punt fou excavada una necròpoli tumulària d'urnes cineràries similars a altres trobades a Aquitània o Lleida datades generalment entre els segles VII o VI aC
Enriqueta Pons i Brun la qualificà de "cromlech" en forma de pous-tumularis
El 1992 fou enfonsat el "Reggio" un ferry amb la intenció de fer-ne un escull artificial sobre el fons sorrenc.